# DJ Vibe
DJ Vibe (* 1968 in Lissabon; bürgerlich António Pereira) ist ein portugiesischer House-DJ und Musikproduzent in der elektronischen Musikszene.

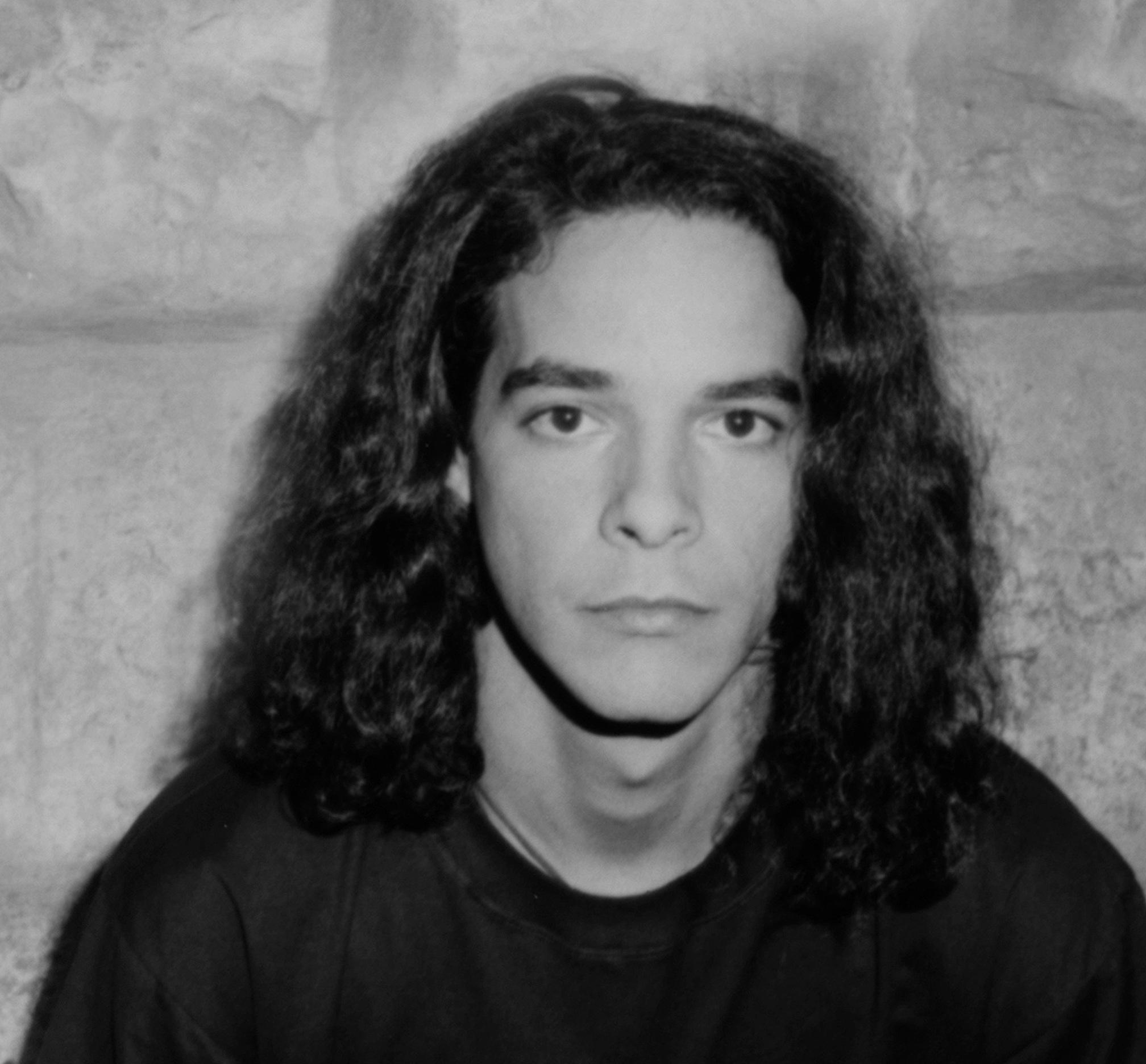
DJ Vibe 1994

## Leben
Vibe ist in Lissabon geboren und wurde mit 15 Jahren DJ. In diesem Alter startete er seine Karriere und legte in Clubs auf, bevor er dann später mit Größen wie z. B. Paul Oakenfold, Tony Humphries, Roger Sanchez und Danny Tenaglia auflegen konnte.
Mit Rui da Silva, einem weiteren House DJ aus Portugal, arbeitete er zusammen und gründete 1994 das Projekt „Underground Sound of Lisbon“. Die Vocals und Lyrics wurden von Ithaka beigesteuert und veröffentlicht wurde dies alles von Rob di Stefanos Label Tribal USA.
Zusätzlich zu seiner DJ Tätigkeit ist er Co-Gründer von Kaos Records, einem Record Store und Label in Lissabon, welches er mit António Cunha zusammen 1992 gegründet hatte. Für das hauseigene Label mixte er eine Reihe von Compilations unter dem Namen „Global Grooves“ ab und veröffentlichte diese auch dort.

## Diskografie
- 1994 „Unreleased Project“ (mit Tó Ricciardi)
- 2003 „Solid Textures“ (mit Pete tha Zouk)
- 2004 „I'll Take You“ (mit Franklin Fuentes)
- 2007 „Tranzient/Da Muzik“ (als Calderone & Vibe mit Victor Calderone)

Andere Veröffentlichungen
- 1999 „Meco EP“ (als Meco)
- 2000 „The Driver“ (als Meco)
- 2005 „Re-Evolution“ (als Sonic Hunters mit Tó Ricciardi)
- 2006 „Mosquito Pollen/El Ayoun“ (als Casa Grande)